# ミスト散布

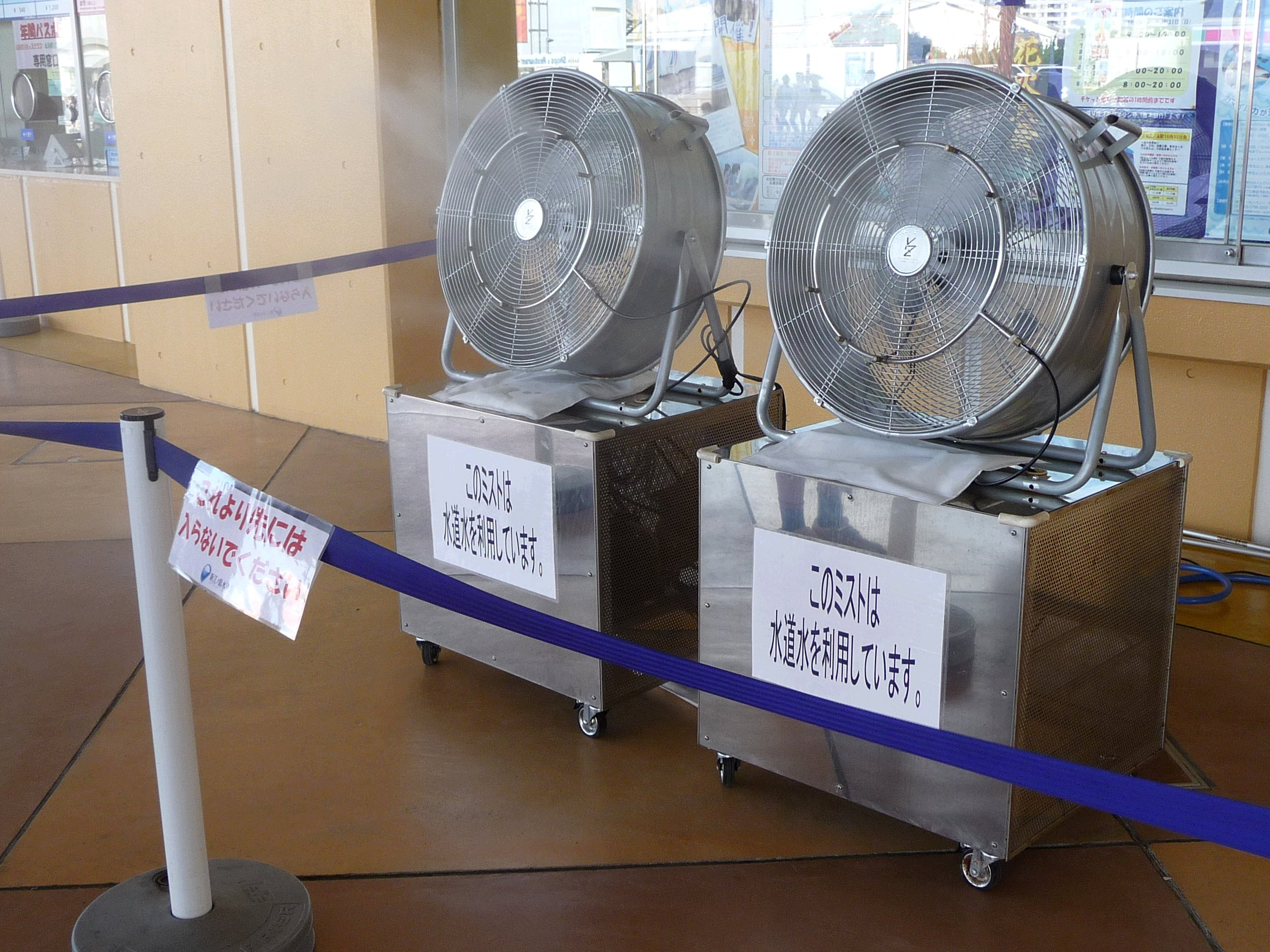
気化熱を奪う事により、空気を冷却するミスト散布装置(フィードバックの制御を伴わない簡易型）。 新江ノ島水族館入場券販売窓口付近にて：2008年7月24日撮影

ミスト散布（ミストさんぷ）とは、液体を人工的に霧（ミストまたはフォグ）状にして散布（噴霧）することをいう。自然発生的に生じる霧の利用とは区別する。当項目では、人工的に造られた、スプレーノズルの噴霧口から出る数μmから数十μmにまで細かくされた霧を用い、液体散布・加湿・冷却・冷房などを効率よく行う場合を「ミスト散布」と呼ぶ。液体は水（水道水・工業用水など様々）の場合が多いが、アルコール系溶剤などの薬剤を用いることもある。
なお、不審な侵入者に極めて濃い霧を短時間に噴射し、煙幕を張って視界を遮る方法や装置（「霧噴射」や「フォグガード」など）は、湿度や冷却効果を得ることが目的ではないので、ここでのミスト散布とは区別する。

## 歴史
人工的に霧を作る試みは、古くからベンチュリの機構を利用した霧吹きが知られている。道具としての霧吹きは障子を張った後に障子紙を引き伸ばす目的や、衣類のアイロンがけの前に紙や布を霧状の水で湿らせ、その後に乾かして皺（しわ）を伸ばす目的などに使われてきた。1979年に自然界の「もや」のように非常に細かい霧を創り出す技術の開発に成功し、多くの国で特許を取得したノズル（AKIJet（アキジェット）ノズル）の開発に成功した「霧のいけうち」（株式会社いけうち）は、ノズルの産業界への商業的利用への突破口を開いた。現在では、数μmから十数μmの霧を散布することが容易に出来るようになっており、様々な場面での利用がなされている。

## 湿度の管理（調湿）

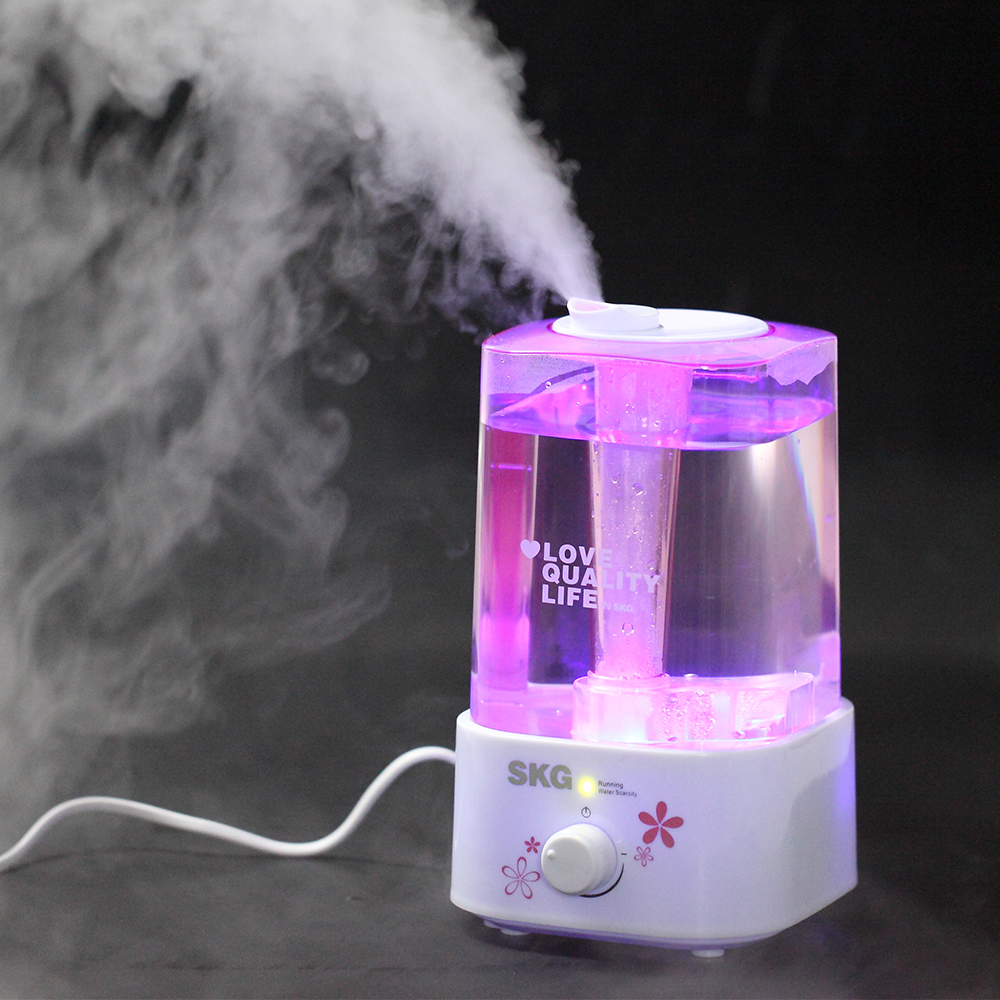
超音波式加湿器

適度な湿度を得るものとして加湿器がある。通常の生活においては、加湿器は家庭内での体調管理の一環として用いられる事が多く、そのような製品も数多く市販されている。また各種の産業界においては、適切な湿度や一定の湿度を保つ事は、温度の管理とともに重要なことであると言え、加湿器による湿度の管理（調湿）が重要視されている。なぜならば、室内の湿度を適切にすることで、特に乾燥した冬場に発生しやすい静電気の発生が防げる。この効果は、製紙業界においては紙切れや巻き取り不良の改善、エレクトロニクス業界では基盤保護に重要である．他にも、食品の保存、陶磁器の焼成前や塗装の乾燥工程でのヒビ防止、粉塵の飛散防止など湿度管理によって作業改善がされる例は多い。加湿器のミスト発生の仕組みである超音波霧化（超音波噴霧, Ultrasonic atomization）は、超音波を液中から液面に向けて照射すると、液面からおもに数ミクロン程度の微細な液滴（ミスト）が発生する現象である。

## 薬剤の散布
ガーデニング、園芸、農業や林業などでは液体の薬剤を必要最小限とするために、滴として振り掛ける無駄を避け、霧状にして噴霧し、その使用量を節約する事がある。その他、畜産農家では、家畜の糞にかける消臭剤を効率よく噴霧することで従事者の作業改善に役立っていることが知られている。屋外ではドリフト（英語：drift）とも言われる浮遊（対象物以外への飛散）の可能性があるため、極度に細かい霧は適しておらず、この場合は多少粗い霧（数百μm）が適切とも言われる。

## 気化熱の利用による冷房効果
水を人工的に霧（ミスト）として散布し、その気化熱の吸収を利用した冷房や冷却を目的とする利用が行われる。霧の中に入ると涼しく感じる事は、古くから多くの人が経験しており、打ち水もその例である。初めて冷房・冷却を目的としたミスト散布は辻本誠 や能美防災などによって2003年7月下旬から8月中旬にかけて実験が行われ、2005年の「愛・地球博」で一般に公開されてからビルや公共施設などの屋外や屋内での冷房や冷却設備として広く利用され始めた。
霧状となった水はその粒子が極めて小さいために素早く蒸発し、肌や服が濡れることもほとんどない。 霧は水を高圧ポンプで圧縮し、配管を経て微細な穴を持つノズルから噴射されることによって作られ、水は微細なほぼ径5～30マイクロメートルの粒子となる。
辻本誠などによれば水の粒子の「ザウター平均粒径（Sauter mean diameter)」 を16μmにまで細かくしたと言う。
例えば、屋外で周辺の気温を2～3℃下げるためのエネルギー消費は、家庭用のエアコンの1/5〜1/20といわれているが、その値も諸説ある。現在の段階でも、各大学・各企業で様々なフィールド実験が行われているところである。特に屋外におけるミスト散布においては、散布の広さ、ノズルの配置、時期ごと湿度や温度、風速など様々な要因によって降下温度や電力消費量が変わってくる。
また、家庭用エアコンなどと比較すると「細かい温度調節ができない(10℃以上気温を下げる、0.5℃だけ下げるといったことができない)」「気温低下以上に不快感が増す(特に高温多湿の日本などでは、気化熱の吸収以上に湿度が上がることで不快指数が増すことがある)」といった点に注意が必要である。
2007年頃からエコが叫ばれるようになり、多くの企業や公共事業体で通常のエアコンなどのコストのかかる冷房に替わるミスト散布の冷却を採用し始めた。

### ミスト散布装置の仕組み
通常、ポンプで圧縮された水をノズルから噴射してミスト（霧）を作り出す「1流体方式」が主流であり、その際のポンプ圧力は0.01MPaの低圧から10MPa程度の高圧まで様々である。他に、圧縮された水と圧縮された空気の2つの流体をぶつけ合う「2流体方式」では、「1流体方式」に比べてより細かい粒子径の霧を得る事が出来るが、仕組みとしては1流体方式よりも複雑なため、部品としてのコストは割高となる。 霧の発生装置はこれら「1流体方式」と「2流体方式」が主であるが、どのように流体を噴射するかは様々な工夫が凝らされており、各社のミスト散布製品（スプレーノズル製品）のカタログやHPなどを参照されたい。工事によって、ミスト散布装置に制御盤やバルブを取り付けシステム制御することによって、温度や湿度を計測して冷却・加湿・散布などの効果を測定したり、風速計や降雨センサなどを設けてフィードバックを行う機能を有する製品も販売されている。

### 設置例
東京都はミスト散布装置の設置にあたり、地方自治体としては初めて補助金を設けた。これによる代表的な設置場所として、上記補助金により設置された戸越銀座商店街、秋葉原クロスフィールド、六本木ヒルズ、新丸ビルが挙げられる。また愛・地球博のグローバル・ループで使用されたものは、閉幕後愛知県の安城デンパークおよび豊田市駅前に移設されている。
2007年8月16日に国内最高気温を74年ぶりに更新した熊谷市では、2008年6月16日からミスト散布の自動運転を開始した。設置場所は、JR熊谷駅正面口（北口）、南口、ティアラ口（東口）。
東京都交通局（都営地下鉄）新宿線東大島駅1番線ホームで、2007年夏に試験的に導入された霧吹き冷却の運用は、2016年8月末までに撤去され、冷暖房エアコン付きの待合室が設置された。
2008年8月24日北京オリンピックの男子マラソンで走る選手へ冷却のためコースの北京大学構内入り口付近などマラソンコースの数カ所で頭上から散布した。
2010年現在では，大阪市の水道局でも、ミスト散布の取組みに水道料金の減免などを行う施策を行っている。
JR九州が運行する特急「指宿のたまて箱」ではドアが開いた際にミストを噴射する演出を行っている。

### その他
ミスト散布は一般的に霧散布や噴霧（ふんむ）とも呼ばれるが、各企業で登録商標を行って固有の呼称を唱っている場合もある。 いくつかの例として次のようなものがある。
- ドライミスト - 能美防災
- なごミスト- なごミスト設計
- 涼霧（りょうむ）システム、 セミドライフォグ - 株式会社いけうち（霧のいけうち）
- モイスチャーミスト - 双葉リース
- J&Sのミストファン - 十一屋商事
- §mistfan ＼ミストファン - 三洋電機
- エコミスト - ラングスジャパン